# Edgbaston
Edgbaston è un'area suburbana molto popolosa del centro di Birmingham, in Inghilterra, ricurva verso la parte sud-occidentale. Confina con Moseley a sud-est e con Smethwick e Winson Green a nord-ovest. 
Nel XIX secolo l'area era sotto il controllo della famiglia Gough-Calthorpe e della famiglia Gillott che si rifiutavano di costruire fabbriche o magazzini a Edgbaston, rendendola attraente per i residenti più ricchi della città. Edgbaston è sede di Edgbaston Cricket Ground, una sede di test cricket, l'Università di Birmingham, istituita come Birmingham Medical School nel 1825, otto delle nove scuole indipendenti all'interno della città, l'Edgbaston Golf Club, uno dei club più esclusivi dei membri privati nelle Midlands, così come il Priory Club, che vanta impianti sportivi di livello mondiale.
Inoltre, l'area vanta anche i Giardini Botanici di Birmingham, nonché l'Edgbaston Archery e il Lawn Tennis Society, che è il più antico club di tennis su erba del mondo ancora in uso oggi. Il primo gioco di tennis su prato fu incidentalmente giocato anche a Edgbaston, in un giardino di una casa conosciuta come "Fairlawn". L'area ospita anche un ristorante con stella Michelin, Simpson, oltre a una serie di rinomati pub come The Highfield, The Physician e l'Edgbaston. 
Il collegio elettorale parlamentare di Edgbaston comprende il piccolo quartiere di Edgbaston e le barriere di Bartley Green, Harborne e Quinton. Edgbaston è anche un distretto del governo locale, gestito dal proprio comitato distrettuale.